# Marz
Marz (Hongaars: Márcfalva , Kroatisch: Marca) is een gemeente in de Oostenrijkse deelstaat Burgenland, gelegen in het district Mattersburg (MA). De gemeente heeft ongeveer 2000 inwoners.

## Geografie
Marz heeft een oppervlakte van 17,4 km². Het ligt in het uiterste oosten van het land.

## Kerk
De kerk van Marz, bekend om haar hoge toren en schoonheid, was belangrijk tijdens de beide Wereldoorlogen. Momenteel staat priester Giefing daar voor de gemeente. Elke dag is er mis, maar in ieder geval op zaterdag ('s zomers om 19.00 uur, 's winters om 18.00 uur) en zondag (10.00 uur).

## Politiek
De burgemeester van Marz is sinds 2007 Gerald Hüller van de Oostenrijkse Volkspartij. De oppositiepartij is de Sociaaldemocratische Partij van Oostenrijk onder leiding van Günther Wukovits.